# Estación de The Pas
The Pas es una estación de tren en The Pas, Manitoba, Canadá. La estación cuenta con el tren Winnipeg-Churchill de Via Rail y el tren Keewatin Railway a Pukatawagan, que también es operado por Via.
El edificio de la estación de ladrillo multicolor de 1⁄2-  pisos fue construido en 1928. La estación de tren fue designada sitio histórico en 1992.